# Peter O'Donnell (regatista)
Peter Joseph O'Donnell (28 de febrero de 1939-9 de enero de 2008) fue un deportista australiano que compitió en vela en la clase 5.5 Metre. Participó en los Juegos Olímpicos de Tokio 1964, obteniendo una medalla de oro en la clase 5.5 Metre.

## Palmarés internacional
| Juegos Olímpicos | Juegos Olímpicos | Juegos Olímpicos | Juegos Olímpicos |
| Año              | Lugar            | Medalla          | Clase            |
| ---------------- | ---------------- | ---------------- | ---------------- |
| 1964             | Tokio (Japón)    | Medalla de oro   | 5.5 Metre        |